# Víctor Cervera Pacheco
Víctor Manuel Cervera Pacheco né le 23 avril 1936 et mort le 18 août 2004  d'une crise cardiaque est un homme politique mexicain qui a été gouverneur du Yucatán de 1984 à 1988, puis de 1995 à 2001. De 1988 à 1994, Cervera a occupé le poste de secrétaire à la réforme agraire.
Cervera était un membre actif du Parti révolutionnaire institutionnel lorsqu'il a été élu. Il a été maire, gouverneur, député fédéral (pour le premier district du Yucatán) et membre du cabinet exécutif fédéral.